# Mars (Ardèche)
Pour les articles homonymes, voir Mars.
Mars est une commune française, située dans le département de l'Ardèche en région Auvergne-Rhône-Alpes. Elle s'appelait Saint-Romain-le-Désert jusqu'en 1909.

## Géographie
La commune de Mars est une commune de montagne, à l'aspect encore fortement rural et située dans la partie orientale du Massif central. Elle est traversée par le 45e parallèle nord.

### Situation et description
Située sur le bord du Lignon, Mars est limitrophe avec le département de la Haute-Loire et notamment de la commune du Chambon-sur-Lignon. Son altitude moyenne est d'environ 1 020 mètres. Elle fait partie du plateau Vivarais-Lignon, plateau à forte identité protestante marqué par les guerres de Religion.
Essentiellement agricole, la commune s'étend sur 1 500 hectares dont une partie est occupée par le golf du Chambon. La commune connaît quelques sites volcaniques comme Montréal et Hugons, qui sont les derniers promontoires d'origine volcanique en allant vers l'est. Mais l'essentiel des terres est granitique. Le climat est rigoureux et on connaît de grandes périodes d'enneigement durant l'hiver ou de grands froids. L'hiver 2004-2005 a été marqué par de très grandes chutes de neige et « la burle », vent qui soulève la neige, a constitué des congères de 5 mètres de haut aux Hugons cette année-là.

### Climat
Pour des articles plus généraux, voir Climat d'Auvergne-Rhône-Alpes et Climat de l'Ardèche.
En 2010, le climat de la commune est de type climat de montagne, selon une étude du CNRS s'appuyant sur une série de données couvrant la période 1971-2000. En 2020, Météo-France publie une typologie des climats de la France métropolitaine dans laquelle la commune est exposée à un climat de montagne ou de marges de montagne et est dans la région climatique Sud-est du Massif Central, caractérisée par une pluviométrie annuelle de 1 000 à 1 500 mm, minimale en été, maximale en automne.
Pour la période 1971-2000, la température annuelle moyenne est de 7,9 °C, avec une amplitude thermique annuelle de 16,2 °C. Le cumul annuel moyen de précipitations est de 1 125 mm, avec 10,7 jours de précipitations en janvier et 6,8 jours en juillet. Pour la période 1991-2020, la température moyenne annuelle observée sur la station météorologique de Météo-France la plus proche, « St-Agrève Rad », sur la commune de Saint-Agrève à 6 km à vol d'oiseau, est de 8,8 °C et le cumul annuel moyen de précipitations est de 1 044,3 mm,. Pour l'avenir, les paramètres climatiques de la commune estimés pour 2050 selon différents scénarios d'émission de gaz à effet de serre sont consultables sur un site dédié publié par Météo-France en novembre 2022.

### Hydrographie
Une partie du territoire de la commune est bordée par le Lignon.

### Voies de communication
Le territoire communal est traversé par la route départementale 15 (RD 15).

## Urbanisme

### Typologie
Au 1er janvier 2024, Mars est catégorisée commune rurale à habitat très dispersé, selon la nouvelle grille communale de densité à 7 niveaux définie par l'Insee en 2022.
Elle est située hors unité urbaine et hors attraction des villes,.

### Occupation des sols
L'occupation des sols de la commune, telle qu'elle ressort de la base de données européenne d’occupation biophysique des sols Corine Land Cover (CLC), est marquée par l'importance des territoires agricoles (54,7 % en 2018), une proportion sensiblement équivalente à celle de 1990 (54,9 %). La répartition détaillée en 2018 est la suivante : 
forêts (44,9 %), prairies (38,6 %), zones agricoles hétérogènes (16,2 %), espaces verts artificialisés, non agricoles (0,4 %).
L'évolution de l’occupation des sols de la commune et de ses infrastructures peut être observée sur les différentes représentations cartographiques du territoire : la carte de Cassini (XVIIIe siècle), la carte d'état-major (1820-1866) et les cartes ou photos aériennes de l'IGN pour la période actuelle (1950 à aujourd'hui).

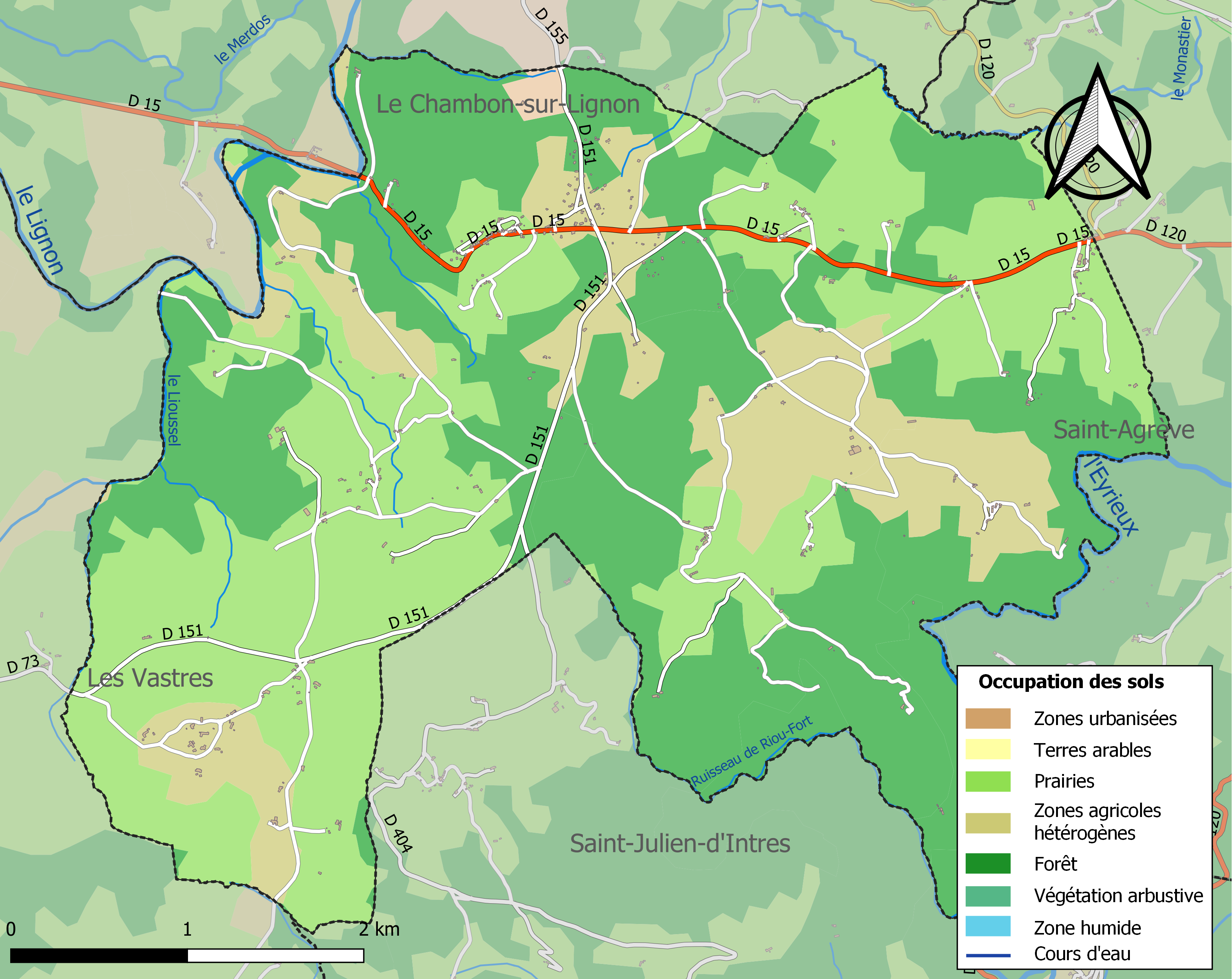
Carte des infrastructures et de l'occupation des sols de la commune en 2018 (CLC).

### Risques naturels

#### Risques sismiques
L'ensemble du territoire de la commune de Mars est situé en zone de sismicité no 2 (sur une échelle de 5), comme la plupart des communes situées sur le plateau et la montagne ardéchoise, mais non loin de zone de sismicité no 3, située sans la partie orientale du département de l'Ardèche.
| Type de zone | Niveau           | Définitions (bâtiment à risque normal) |
| ------------ | ---------------- | -------------------------------------- |
| Zone 2       | Sismicité faible | accélération = 1,1 m/s2                |

## Histoire

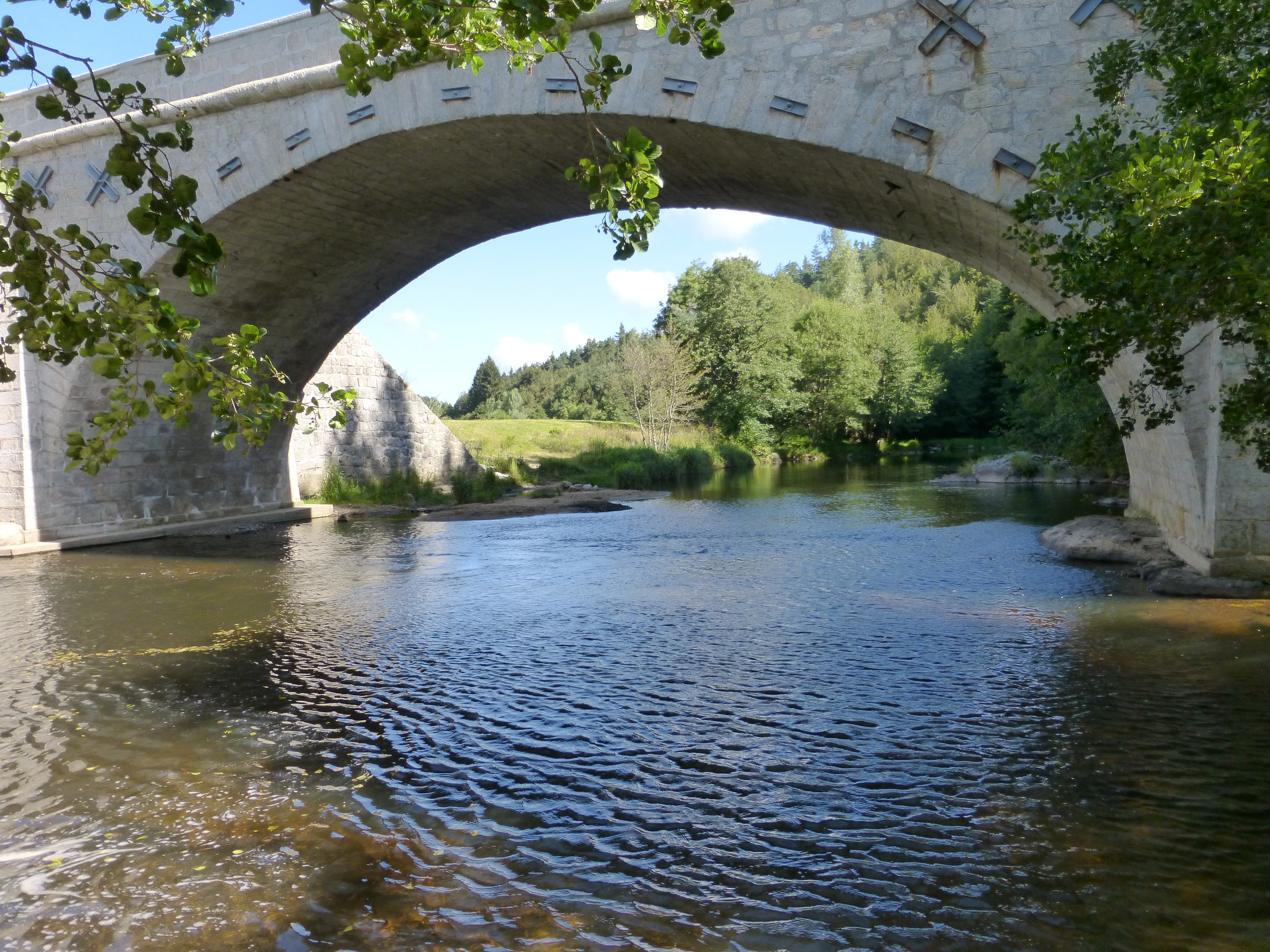
Le pont de Mars, sur le Lignon, et son gouffre d'eau.

Située le long d'une voie romaine reliant Le Puy à Annonay, la commune de Mars prend ce nom le 18 décembre 1909 par décret du Président de la République d'alors, Armand Fallières. La commune s'appelait alors Saint-Romain-le-Désert et Mars n'en était qu'un hameau. La demande avait été formulée par le conseil municipal le 2 septembre 1906 au motif qu'il y avait alors plus d'habitants au lieu-dit Mars (78 contre 20 à Saint-Romain) et que l'ajout Le Désert portait préjudice au renom du village. Des motifs religieux furent également évoqués de façon officieuse car la majorité des habitants, protestants, pratiquaient au temple construit à Mars et que l'église, à Saint-Romain, n'attirait qu'une minorité de la population communale,.
Le nom de Mars proviendrait d'un monument construit par les Romains le long de la voie romaine traversant la commune et dédié au dieu Mars. Des monuments de ce type furent érigés dans la région afin de fêter la victoire écrasante des légions de Fabius Maximus sur les troupes de Bituitos, roi des Arvernes (territoire de l'Auvergne actuelle) en 121 avant Jésus-Christ, établissant la domination romaine sur le Vivarais, le Velay et l'Auvergne (cette bataille est située près du confluent de l'Isère et du Rhône).
La famille féodale de Faÿ posséda la seigneurie.
L'église romane de Saint-Romain-le-Désert est particulièrement bien située permettant de voir les Alpes à l'est et la chaîne des Cévennes à l'ouest se terminant par le Mézenc. Au XVIe siècle, la paroisse de Saint-Romain a été marquée par les guerres de religion qui ont détruit le château de Montréal comme celui du bourg de Saint-Agrève en 1575 (commune limitrophe). En 1583, on compte 62 familles protestantes pour 13 catholiques. Au début du XIXe siècle, on recense 700 réformés pour 200 catholiques. En 1850, un temple réformé est érigé et subsiste encore aujourd'hui. En parallèle, un culte Darbyste se développe après le passage de l'évangéliste anglais John Darby dans la région en 1840 et la conversion du pasteur de la commune des Vastres, en 1850. Des réunions darbystes ont lieu dans une ferme de Saint-Romain-le-Désert avant qu'un local ne soit aménagé aux Brus, toujours existant aujourd'hui.
Le 11 juillet 1725, des événements tragiques ont lieu dans une auberge située au lieu-dit du Pont-de-Mars. Une importante enquête est menée par le Procureur du Roi et des juges dépêchés de Villeneuve-de-Berg après la découverte d'un corps mutilé dans un bois, près du hameau des Brus. L'évêque de Viviers fait lire un Monitoire dans toutes les paroisses du Haut-Vivarais afin de récolter des témoignages. Après une longue instruction, l'aubergiste, Antoine Daudé, sera emprisonné au Puy avant d'être libéré quelques années plus tard, faute de preuves suffisantes. Son gendre, Pierre Fayon, fut condamné aux galères.
Une grande foire réunissait les habitants au lieu-dit Mars au début du printemps. Elle ne réunit plus personne aujourd'hui.
Le tourisme est important et on compte 270 résidences secondaires. Un petit hôtel/restaurant, un camping, ainsi que des gîtes proposent de l'hébergement. Les actifs sont artisans, agriculteurs, bûcherons, ou travaillent au bourg des communes proches. Un héliciculteur s'est installé en 2003 et se lance dans la production d'escargots de mars.

### Activités liées à l'astronomie

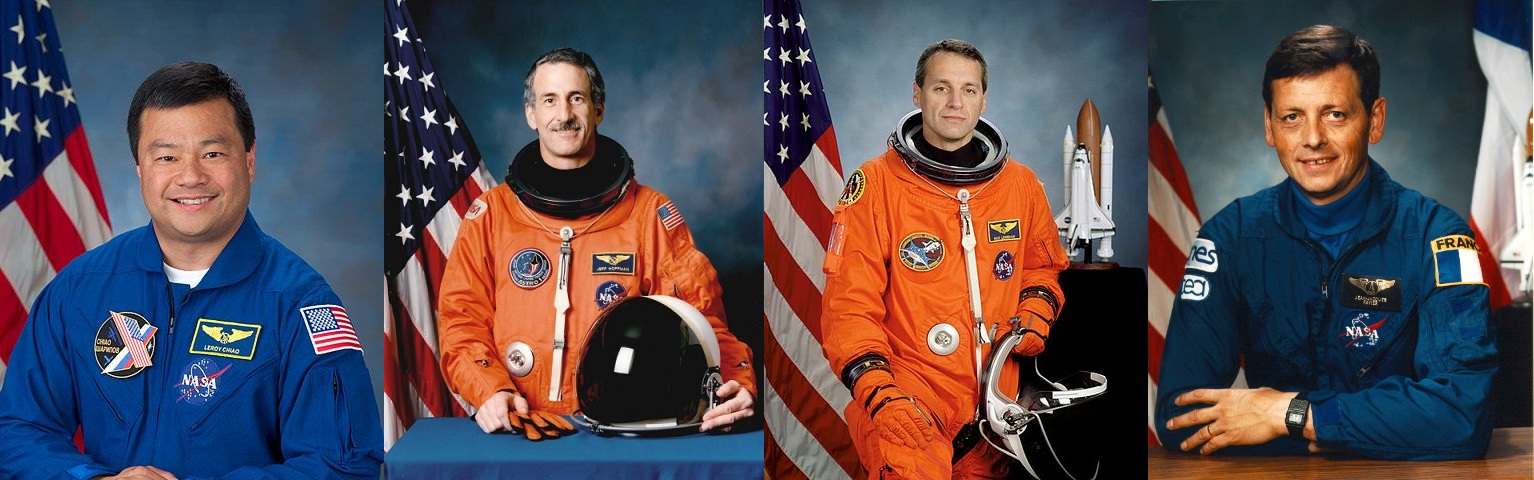
Leroy Chiao, Jeffrey Hoffman, Richard Linnehan et Jean-Jacques Favier.

La commune a profité de son nom pour développer ses activités culturelles et touristiques. Elle a ainsi accueilli grâce à l'invitation lancée par l'association Annonay Berceau de l'Aérostation, en 2001, Leroy N. Chiao, Jeffrey A. Hoffman et Richard M. Linnehan, trois astronautes américains de la NASA, ainsi que le spationaute français Jean-Jacques Favier, du CNES,. L'idée originale de faire atterrir en montgolfière des astronautes US et le spationaute français sur Mars. Depuis 2006, la commune accueille également le Festival des étoiles, et le club d'astronomie de Mars (CAM) a vu le jour en 2009. L'observatoire astronomique Hubert Reeves, créé pour accueillir une coupole de 5 m, contient un télescope de 600 mm de type Ritchey-Chrétien F8, installé sur une monture équatoriale à entraînement direct (« direct-drive ») ; son inauguration et l'ouverture au public s'est tenue au printemps 2015.

## Politique et administration

### Liste des maires
| Période                                  | Période                   | Identité        | Étiquette | Qualité |
| ---------------------------------------- | ------------------------- | --------------- | --------- | ------- |
| Les données manquantes sont à compléter. |                           |                 |           |         |
| 1983                                     | mars 2001                 | Aimé Abel       |           |         |
| mars 2001                                | mars 2018 (décès)         | Henri Guillot   |           |         |
| 1er mai 2018                             | En cours (au 6 août 2020) | Françoise Roche |           |         |

## Population et société

### Démographie
L'évolution du nombre d'habitants est connue à travers les recensements de la population effectués dans la commune depuis 1793. Pour les communes de moins de 10 000 habitants, une enquête de recensement portant sur toute la population est réalisée tous les cinq ans, les populations de référence des années intermédiaires étant quant à elles estimées par interpolation ou extrapolation. Pour la commune, le premier recensement exhaustif entrant dans le cadre du nouveau dispositif a été réalisé en 2005.

En 2022, la commune comptait 246 habitants, en évolution de −6,82 % par rapport à 2016 (Ardèche : +2,48 %, France hors Mayotte : +2,11 %).
| 1793 | 1800 | 1806 | 1821 | 1831 | 1836 | 1841 | 1846 | 1851 |
| ---- | ---- | ---- | ---- | ---- | ---- | ---- | ---- | ---- |
| 350  | 568  | 627  | 545  | 909  | 870  | 873  | 896  | 924  |

| 1856 | 1861 | 1866 | 1872 | 1876 | 1881 | 1886 | 1891 | 1896 |
| ---- | ---- | ---- | ---- | ---- | ---- | ---- | ---- | ---- |
| 836  | 845  | 868  | 850  | 875  | 913  | 948  | 930  | 937  |

| 1901 | 1906 | 1911 | 1921 | 1926 | 1931 | 1936 | 1946 | 1954 |
| ---- | ---- | ---- | ---- | ---- | ---- | ---- | ---- | ---- |
| 900  | 877  | 891  | 797  | 749  | 750  | 720  | 651  | 582  |

| 1962 | 1968 | 1975 | 1982 | 1990 | 1999 | 2005 | 2006 | 2010 |
| ---- | ---- | ---- | ---- | ---- | ---- | ---- | ---- | ---- |
| 493  | 396  | 295  | 244  | 181  | 216  | 273  | 279  | 276  |

| 2015 | 2020 | 2022 | - | - | - | - | - | - |
| ---- | ---- | ---- | - | - | - | - | - | - |
| 264  | 254  | 246  | - | - | - | - | - | - |

### Enseignement
La commune est rattachée à l'académie de Grenoble.

### Médias
Deux organes de presse écrite de niveau régional sont distribués dans la commune :
- L'Hebdo de l'Ardèche

Il s'agit d'un journal hebdomadaire français basé à Valence et diffusé à Privas depuis 1999. Il couvre l'actualité pour tout le département de l'Ardèche.
- Le Dauphiné libéré

Il s'agit d'un journal quotidien de la presse écrite française régionale distribué dans la plupart des départements de l'ancienne région Rhône-Alpes, notamment l'Ardèche. La commune est située dans la zone d'édition du Nord-Ardèche (Annonay - Le Cheylard).
Ici Drôme Ardèche est une radio publique diffusée sur son territoire.

### Cultes
La communauté catholique et l'église Saint-Romain de Mars (propriété de la commune) dépendent de la paroisse Saint Agrève en Vivarais qui compte huit autres communes. Cette paroisse dont le presbytère (maison paroissiale) est située à Saint-Agrève est, elle-même, rattachée au diocèse de Viviers.

## Culture et patrimoine

### Lieux et monuments
- La voie romaine de « Valence au Puy en Velay ».
- L'église romane de Saint Romain le Désert du XIe siècle.

- Le temple protestant de Mars.
- Le pont de Mars, enjambant le Lignon, et qui donna son nom à l'auberge attenante, célèbre pour les crimes qui s'y déroulèrent en 1725[16].
- « Montréal », ancien volcan où restent quelques orgues basaltiques et quelques traces du château détruit durant les guerres de Religion.
- Flossac ou château de Maleval, une maison forte du XVIIe siècle.
- L'architecture en granit et les toits en lauzes.
- « Hugons », un hameau sur un promontoire basaltique avec quelques orgues visibles.

### Personnalités liées à la commune
- Commune de résidence de l'artiste Gilles Roussi.
- Commune familiale du dessinateur scénariste et romancier Bruno Claret.
- Commune de naissance de Marie Anne Delphine Callon, arrière-grand-mère de Claude François.

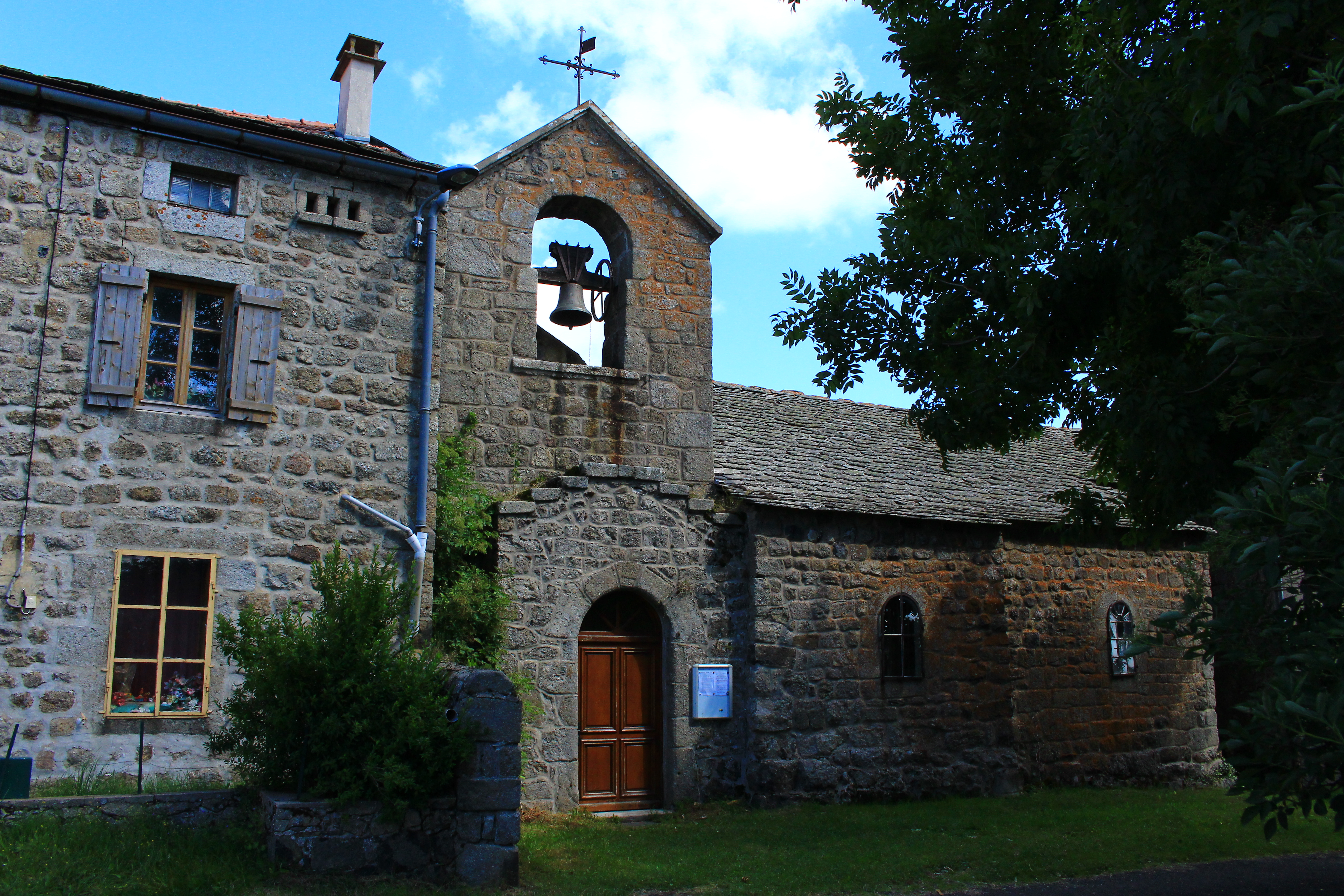
L’église de Saint-Romain-le-Désert.
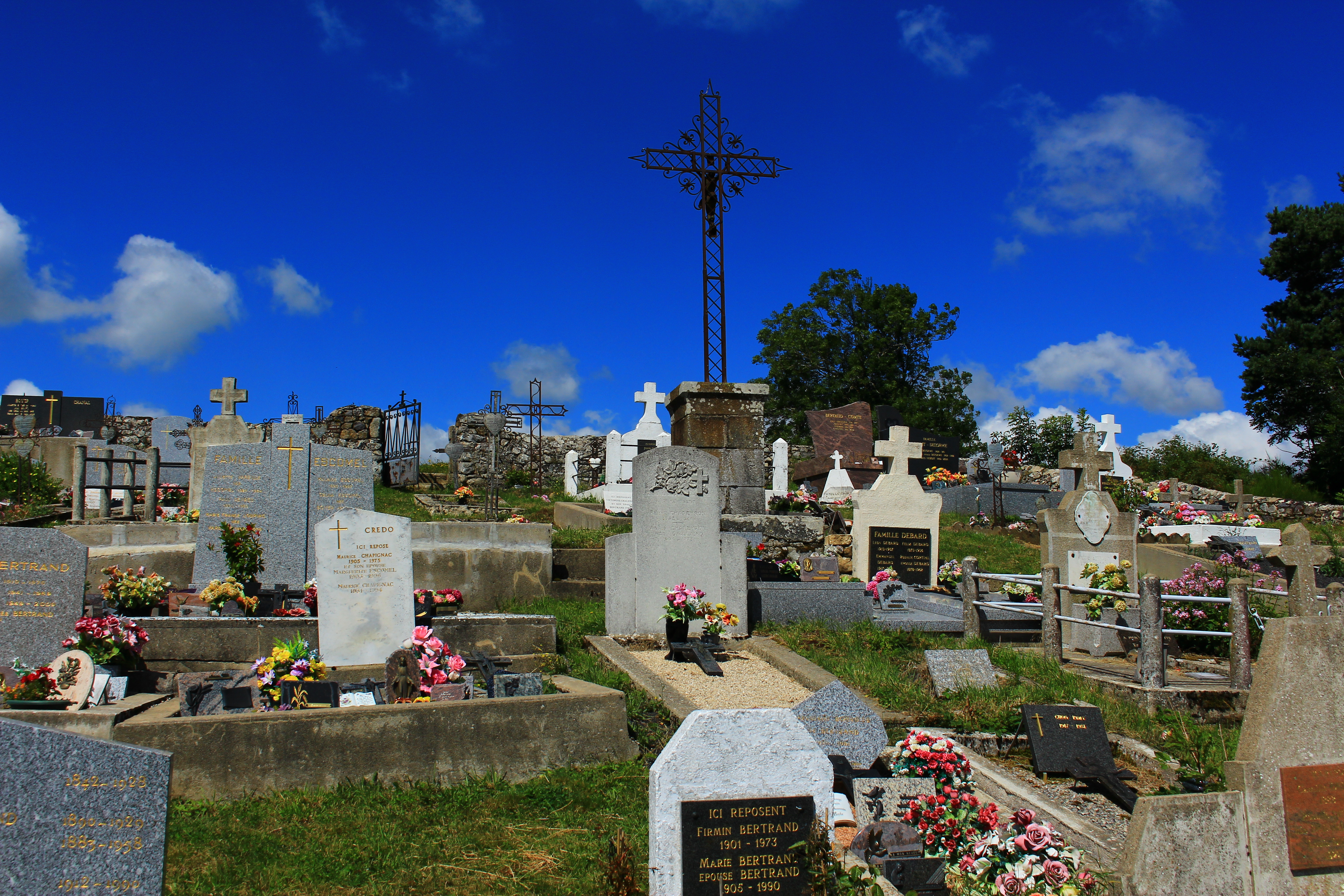
Le cimetière de Saint-Romain-le-Désert.
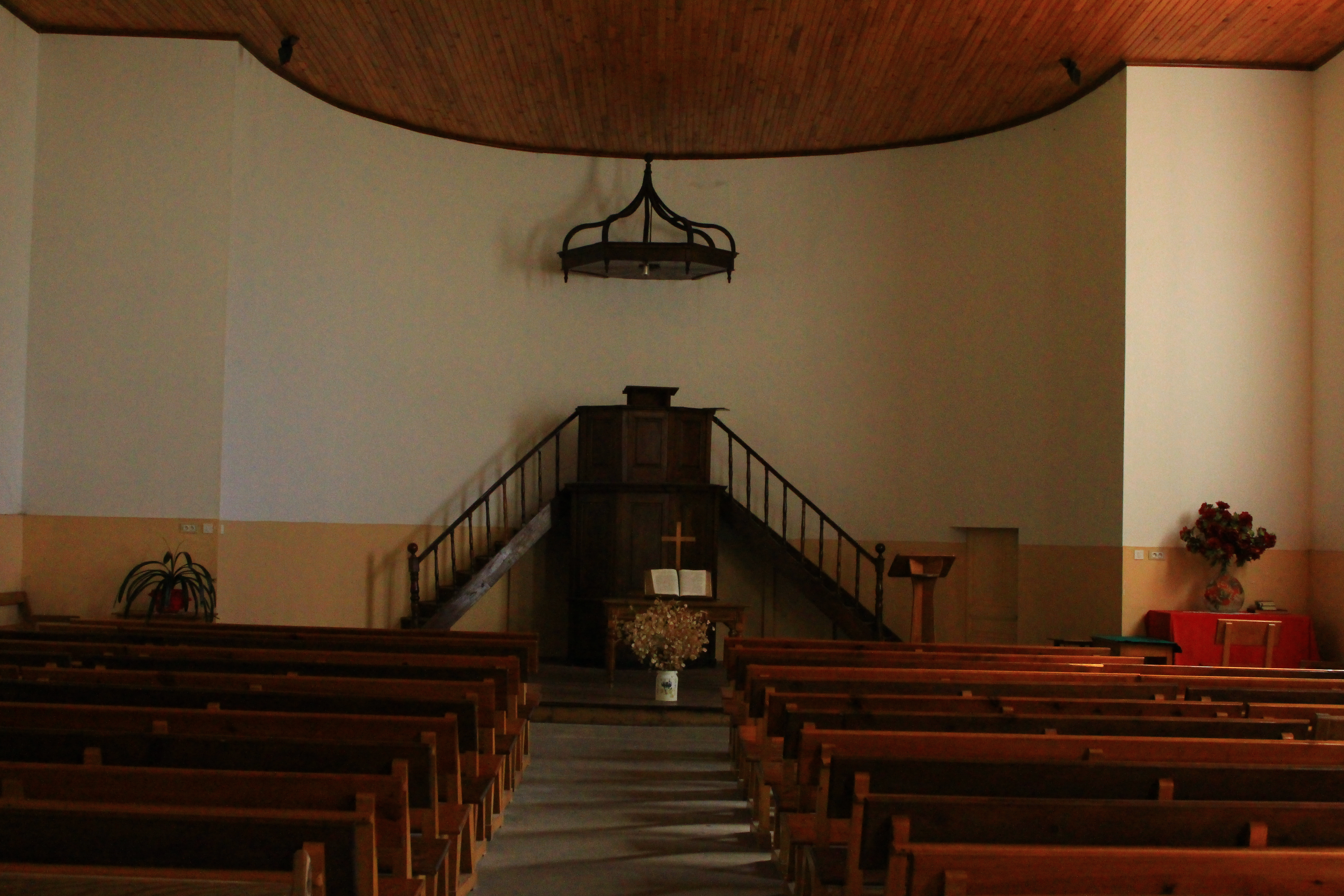
L'intérieur du temple réformé.
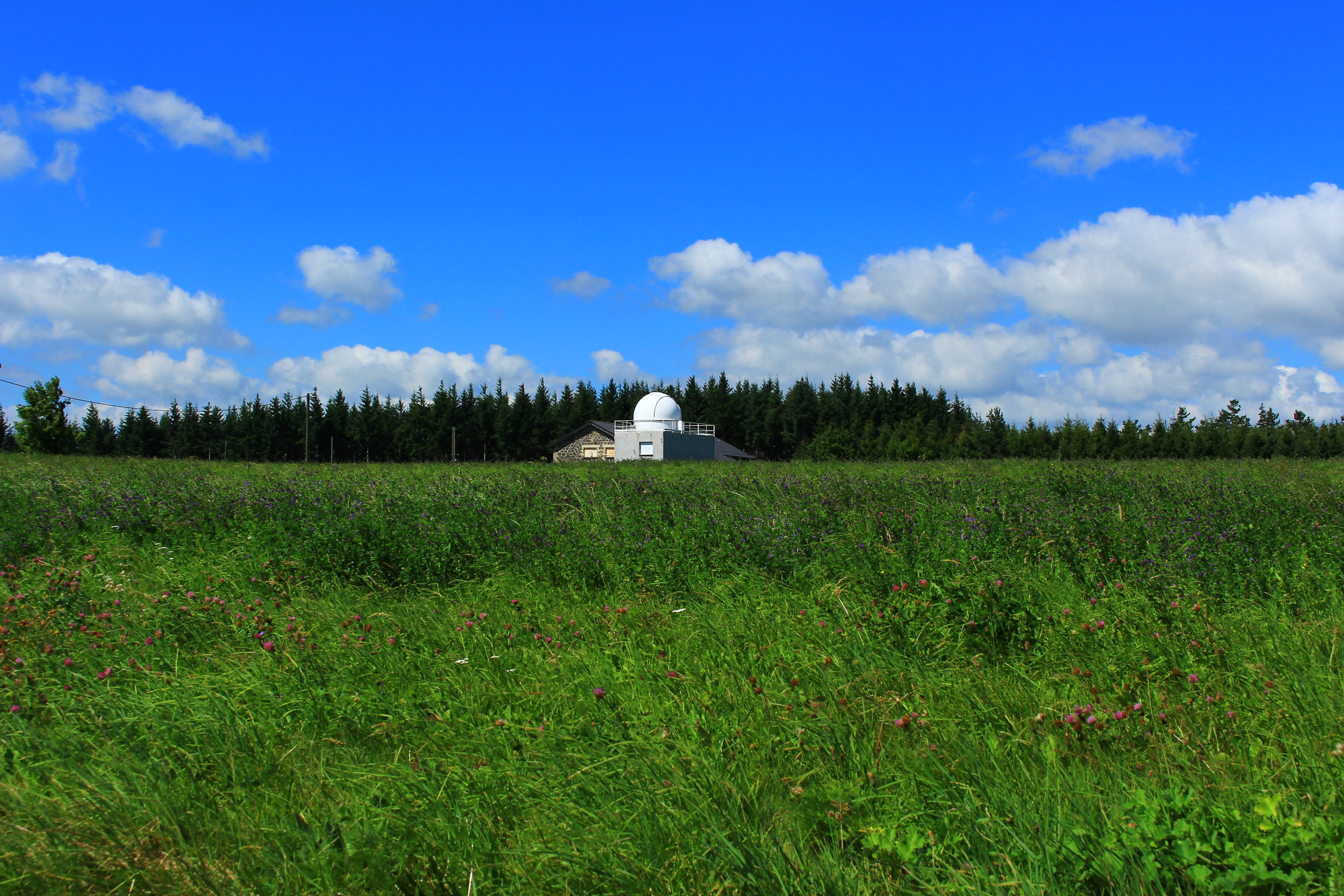
L'observatoire astronomique.